# Bystrzyca Stara
Bystrzyca Stara (prononciation : [bɨsˈtʂɨt͡sa ˈstara]) est un village polonais de la gmina de Strzyżewice dans le powiat de Lublin de la voïvodie de Lublin dans l'est de la Pologne.
Il se situe à environ 20 kilomètres au sud de Lublin (siège du powiat et capitale de la voïvodie).
Le village comptait approximativement une population de 439 habitants en 2011.

## Histoire
La première mention connue de Bystrzyca Stara remonte à 1399.
Elle compte actuellement une population d'environ 440 habitants. Le village a une école primaire, un collège et une église.
De 1975 à 1998, le village est attaché administrativement à l'ancienne Voïvodie de Lublin.

Depuis 1999, il fait partie de la nouvelle voïvodie de Lublin.